# Докучаєве (Кропивницький район)
Докуча́єве — село в Україні, в Устинівській селищній громаді Кропивницького району Кіровоградської області. Населення становить 733 осіб станом на 2025 рік. Колишній центр Докучаєвської сільської ради.

## Населення
Згідно з переписом УРСР 1989 року чисельність наявного населення села становила 1429 осіб, з яких 655 чоловіків та 774 жінки.
За переписом населення України 2001 року в селі мешкало 1216 осіб.

### Мова
Розподіл населення за рідною мовою за даними перепису 2001 року:
| Мова       | Відсоток |
| ---------- | -------- |
| українська | 93,33 %  |
| російська  | 3,29 %   |
| вірменська | 1,69 %   |
| молдовська | 1,10 %   |
| білоруська | 0,59 %   |

## Постаті
24 березня 2015 року в Кіровограді відбулася загальна панахида за загиблим старшим сержантом 3-го полку спеціального призначення Віталієм Федитником, уродженцем Докучаєвого (1988—2015) — загинув 16 лютого в бою з терористами поблизу Дебальцевого. 6 серпня в останню дорогу провели Правосудька Ігоря Миколайовича, загинув 2.8.2015 під Артемівськом Донецької області. У вересні 2014 року — доброволець, мобілізований.